# Head Hunters
Head Hunters je dvanácté sólové studiové album amerického hráče na klávesové nástroje Herbie Hancocka. Jeho nahrávání probíhalo v září 1973 ve studiu Wally Heider Studios v Los Angeles a album vyšlo v říjnu téhož roku u vydavatelství Columbia Records. V knižní verzi žebříčku 500 nejlepších alb všech dob časopisu Rolling Stone z roku 2003 se album umístilo na 498. místě. V roce 2007 bylo album zařazeno do Knihovny Kongresu.

## Seznam skladeb
| Pořadí         | Název          | Autor                                                     | Délka |
| -------------- | -------------- | --------------------------------------------------------- | ----- |
| 1.             | Chameleon      | Herbie Hancock, Paul Jackson, Harvey Mason, Bennie Maupin | 15:41 |
| 2.             | Watermelon Man | Hancock                                                   | 6:29  |
| 3.             | Sly            | Hancock                                                   | 10:15 |
| 4.             | Vein Melter    | Hancock                                                   | 9:09  |
| Celková délka: | Celková délka: | Celková délka:                                            | 41:34 |

## Obsazení
- Herbie Hancock – elektrické piano, syntezátory
- Bennie Maupin – sopránsaxofon, tenorsaxofon, saxello, basklarinet, altflétna
- Paul Jackson – baskytara, marímbula
- Bill Summers – perkuse
- Harvey Mason – bicí